# سد آبسرده
سد آبسرده یک سد در دست ساخت در شهرستان بروجرد است. این سد در فاصله ۱۶ کیلومتری از شهر بروجرد در منطقه آبسرده در حال احداث می‌باشد. این سد از نوع خاکی تک قوسی با هسته رسی می‌باشد که در زمان بهره‌برداری دو هزار و ۲۰۰ شغل جدید در منطقه ایجاد خواهد کرد. جاده دسترسی از محل تقاطع با محور بروجرد - چغلوندی تا محل سد ۵/۲ کیلومتر است.

## مشخصات سد آبسرده بروجرد
سد آبسرده از نوع خاکی با هسته رسی، ارتفاع سد از بستر رودخانه ۸۰ متر، طول تونل‌های انحراف ۲۲۶ متر و ۳۰۵ متر، قطر تونل‌های انحراف ۶/۲ متر و ۸/۴ متر، حجم مخزن سد ۶۵ میلیون متر مکعب، حجم تنظیم آب کشاورزی ۵۷/ ۷۴میلیون متر مکعب در سال، سطح زیر کشت (توسعه و بهبود) ۸۴۰۰ هکتار و قدرت نیرو گاه ۶ مگاوات است.
از دیگر مشخصات سد طول تاج ۴۵۰ متر، عرض تاج ۸ متر و شامل دو رشته تونل جهت سیستم انحراف و آبگیر کشاورزی و شرب به ترتیب به طولهای ۳۰۶ و ۲۲۷ متر است.

## اهداف
سد آبسرده با هدف کنترل جریان‌های سطحی در محدوده طرح و ذخیره آنها در مخزن این سد جهت تأمین آب مورد نیاز جهت صنایع سنگین و نیمه سنگینِ پیش‌بینی شده در طرح منطقه ویژه اقتصادی شهرستان بروجرد، توسعه آبیاری زمین‌های پایین دست و تولید انرژی برق آبی آغاز شده است.

## روند تصویب طرح
پس از پیگیری‌های مکرر توسط آقای هادی مقدسی نماینده محترم مردم شهرستان بروجرد و اشترینان در مجلس هشتم شورای اسلامی جهت تصویب منطقه ویژه اقتصادی بروجرد و عدم توانایی تأمین آب مورد نیاز جهت راه اندازی صنایع سنگین و نیمه سنگین هدف در این منطقه با نظر مثبت وزارت نیرو و پیگیریهای مجدانه آقای مقدسی طرح احداث این سد به تصویب رسید.

## مراحل ساخت
معاون استاندار لرستان و فرماندار بروجرد در این آیین گفت: سد آبسرده تاکنون ۲۹ درصد پیشرفت فیزیکی داشته